# Casting director
Il casting director (o responsabile del casting, in italiano) è la figura  che si occupa di coordinare il casting, ovvero il lavoro di ricerca e selezione degli attori più adeguati a interpretare i personaggi presenti nella sceneggiatura o per la produzione di un'opera cinematografica (film), televisiva, uno spot pubblicitario o uno spettacolo teatrale. 
Il casting director, assunto dalla produzione, dopo la lettura e l'analisi della sceneggiatura e uno scambio di opinioni con il regista e/o il produttore consulta le agenzie di rappresentanza artistiche, attiva eventuali canali non convenzionali di ricerca, e, se richiesto, fa provini su parte alla presenza, o meno, del regista, al fine di fornire a quest'ultimo e alla produzione una rosa di nomi di attori per ciascun ruolo. Il casting director insieme al regista e al produttore è coinvolto nelle scelte finali che portano alla composizione del casting del progetto. In alcuni casi e se in tal senso concordato contrattualmente il casting director si occupa anche della negoziazione e della stesura dei pre-contratti per conto della produzione.
Il casting director deve conoscere la formazione artistica e il curriculum vitae di una grandissima quantità di attori, noti e meno noti: per questo deve avere continui contatti diretti con gli attori stessi e con le scuole e accademie di recitazione, i teatri e tutte le agenzie di attori. Deve inoltre essere in grado di valutare il costo e il valore di mercato di ciascuno di loro e conoscere tutte le loro qualità interpretative per poterli proporre nel ruolo adeguato, ma anche, a volte, in una veste nuova e comporre un cast armonico ed equilibrato.
Il 6 novembre 2013 nasce l'Unione Italiana Casting Directors (U.I.C.D.), che riunisce oltre 50 casting director di cinema, televisione, teatro, pubblicità e new media, per favorire lo sviluppo, la qualificazione, e la difesa dei principi professionali della categoria. 
Uno dei primi obiettivi raggiunti è stata la creazione di un premio come miglior casting director sulla scia degli Emmy Awards, degli Artios Awards, dei Canadian Screen Awards e della recente istituzione del “branch” casting director da parte della Academy of Motion Picture Arts and Sciences, quale segno di riconoscimento che “il casting director svolge un ruolo essenziale nel processo di realizzazione di un film“.
In Italia, il  primo nastro d'argento come miglior casting director è stato assegnato a Pino Pellegrino nel 2014, per il film Allacciate le cinture di Ferzan Özpetek.
Il casting director che si occupa solo delle comparse è comunemente chiamato capogruppo (in inglese: extra casting director).